# Tamba Hali
Tamba Boimah Hali (* 3. November 1983 in Gbarnga, Liberia) ist ein ehemaliger US-amerikanischer American-Football-Spieler in der National Football League (NFL). Er spielte 12 Spielzeiten lang für die Kansas City Chiefs als Outside Linebacker und wurde sechsmal in den Pro Bowl berufen.

## College
Hali besuchte die Pennsylvania State University und spielte für deren Mannschaft, die Penn State Nittany Lions, von 2002 bis 2005 College Football. Er spielte sowohl als Defensive Tackle als auch als Linebacker, gewann mit seinem Team mehrere Titel, wurde für diverse Auswahlen nominiert und erhielt wiederholt Auszeichnungen für seine Leistungen.

## NFL
Beim NFL Draft 2006 wurde er überraschenderweise bereits in der ersten Runde von den Kansas City Chiefs ausgewählt. Im selben Jahr erhielt Hali die US-amerikanische Staatsbürgerschaft. Er überzeugte bereits in der Vorbereitung, wo ihm sein kompromissloses Spiel den Spitznamen „The TambaHawk“ einbrachte und er sich als Starting Defensive End durchsetzen konnte. Diese Position bekleidete er die nächsten Saisonen, wobei er sowohl auf der linken, als auch auf der rechten Seite eingesetzt wurde. Ab 2009 spielte er als Outside Linebacker und konnte seine Leistungen nochmals verbessern. Von 2010 bis 2014 wurde er jeweils für den Pro Bowl nominiert.
Im März 2015 wurde bekannt, dass Hali in der kommende Saison auf 3 Millionen US-Dollar verzichtet, um bei den Chiefs bleiben zu können, die andernfalls Probleme mit der Salary Cap hätten.
2017 kam Hali verletzungsbedingt nur in fünf Partien zum Einsatz. Im März 2018 wurde er von seinem Team nach 12 Spielzeiten entlassen. Hali verzeichnete in seiner Karriere 89,5 Sacks, nur Derrick Thomas hatte bis dahin mehr Sacks für die Chiefs erzielt. Am 10. Mai 2021 unterzeichnete er einen Vertrag für einen Tag bei den Chiefs, um seine Karriere offiziell als Mitglied der Chiefs zu beenden.